# لمن هانازاوا
لیمن هانازاوا (انگلیسی: Lemon Hanazawa؛ زاده ۱۷ ژوئیهٔ ۱۹۸۴) یک بازیگر پورنوگرافی است. 